# Ministério de Transporte da Colômbia
O Ministério de Transporte é um ministério da República da Colômbia encarregado de definir, formular e regular as políticas de transporte, trânsito e sua infraestrutura por meio da articulação das entidades que integram o setor. Sua sede fica no Centro Administrativo Nacional (CAN) em Teusaquillo em Bogotá. 

## História
O Ministério de Transporte tem sua origem no começo do século XX, mais precisamente no ano de 1905, quando o governo do General Rafael Reyes decidiu por sua criação, denominando-o Ministério das Obras Públicas. O Ministério tinha por funções atender os bens da nação, as minas, as minas de petróleo, as patentes assim como as ferrovias, pontes, caminhos, os terrenos não ocupados e a construção e a manutenção de edifícios nacionais. No entanto, o ministério acabou por concentrar sua atenção nas ferrovias e na navegação fluvial, uma vez que esses eram os principais meios de transporte e conexões entre as cidades à época. 
Nas três primeiras décadas do século XX, o ministério se responsabilizou por outras tarefas, entre as quais estavam definir os critérios e normas para a construção e conservação de estradas, o que se tornaria uma das suas principais atividades no futuro. Também foi atribuído a canalização e a limpeza de vias fluviais do país. Outras tarefas desenvolvidas no Ministérios da Obras Públicas naquela época consistiram em realizar a inspeção de empresas de navegação fluvial e a matrícula de embarcações, não obstante, com o tempo o ministério foi adquirindo maior clareza funcional, já que as tarefas em relação a política industrial foram transmitidas a outras organizações públicas.  
Por outro lado, entre os avanços realizados pelo ministério estão a criação de distritos de obras públicas, como a construção do Aqueduto de Bogotá e a planta de tratamento de água de Vitelma. Em 1942 foi criado a Diretoria de Transportes e Tarifas para controlar o transporte terrestre, organismo que seria em 1968 seria substituído pelo Instituto Nacional de Transito e Transporte (INTRA). Vale destacar que nesse período se elaborou o primeiro plano viário nacional com participação de empresas de construção estrangeiras.  
Na segunda metade do século XX, criou-se a Empresa de Ferrovias Nacionais da Colômbia e a Empresa Colombia de Aeródromos no ano de 1954. Um ano depois foi criada a Polícia Viária, com o objetivo de vigiar e controlar o tráfico das rodovias do país. De forma semelhante, em 1959 foi criada a Empresa Portos da Colômbia (COLPUERTOS), cujo fim era construir e administrar portos marítimos, assumindo uma das funções do Ministérios de Obras Públicas. Na década de 60, foram criados o Fundo Viário Nacional, com recursos de impostos de combustíveis para financiar obras de infraestrutura e o Fundo Nacional de Estradas Vicinais (FNCV) com o fim de promover a construção, melhoramentos e conservações de caminhos vicinais ou de caráter regional. 
Posteriormente, no ano de 1992 por meio do Decreto 2172 de Dezembro de 1992, se reestruturou o Ministério de Obras Públicas e Transporte e ele se passou a chamar de Ministério de Transporte. Essa reforma se deu graças a autorização da Constituição da Colômbia de 1991.  
Em fevereiro de 2000 o ministério foi novamente reorganizado no qual foi atribuído que suas responsabilidades seriam a formulação e adoção de políticas, planos gerais, programas e projeto em matérias de trânsito e sua infraestrutura.  
Na última década, o Ministério tem desenvolvido importantes projetos de transcendência nacional, com a construção de novas estradas, túneis e pontes, no setor de transportes; tem colocado em funcionamento a rede ferroviária, melhorou a qualidade de serviço e segurança nos aeroportos e trabalha constante na adequação e manutenção das vias fluviais e marítimas. 

## Organismos
Instituto Nacional de Vías (INVIAS) – Agência Executiva do Governo da Colômbia cujo objetivo é escolher, regular e supervisionar contratos para a construção de autoestradas e estradas e sua manutenção
Agência Nacional de Infraestrutura (ANI) - Agência responsável pelas concessões e parcerias públicos privadas ajudando na elaboração, execução e acompanhamento de obras de infra-estrutura de transporte pelo país. 
Unidade Administrativa Especial de Aeronáutica Civil (Aerocivil) - Agência responsável para administração do transporte aéreo e da gestão dos aeroportos do país. 
Superintendência de Portos e Transporte (SUPERTRANSPORTE) - Órgão do governo responsável pela gestão dos transporte marítimo e da gestão dos portos do país
1. ↑  «Site do Ministério de Transportes da Colômbia»
2. ↑  «Site oficial da INVIAS com seu escopo de atuação»
3. ↑  «Agência Nacional de Infraestrutura - Quem Somos»
4. ↑  «Site oficial com detalhamento das funções do órgão»
5. ↑  «Site oficial da SUPERTRANSPORTE com suas funções e objetivos»